# Ferulago vesceritensis
Ferulago vesceritensis là một loài thực vật có hoa trong họ Hoa tán. Loài này được Coss. & Durieu ex Batt. & Trab. mô tả khoa học đầu tiên năm 1888.